# Metopheltes chinensis
Metopheltes chinensis är en stekelart som först beskrevs av Morley 1913.  Metopheltes chinensis ingår i släktet Metopheltes och familjen brokparasitsteklar. Inga underarter finns listade i Catalogue of Life.